# Хасан, Гаити
Гаити Хасан (англ. Gaiti Hasan, род. 19 ноября 1956) — индийский учёный, занимается исследованиями в области молекулярной биологии, генетики, нейронауки и клеточной передачи сигнала. Хасан является членом Индийской национальной академии наук (INSA), высшего органа индийских учёных и технологов. С 2013 года она занимает должность старшего профессора в Национальном центре биологических наук (NCBS) в Бангалоре.

## Образование
В детстве Хасан училась в Алигархе. Её родители преподавали в университете, а две её сестры изучали химию и физику. В 1976 году она получила степень бакалавра наук по зоологии в школе Миранда Хаус Делийского университета. Она получила степень магистра наук о жизни в 1978 году и степень магистра философии в 1980 году в Университете Джавахарлала Неру в Дели. В 1983 году она получила степень доктора философии в Кембриджском университете за диссертацию по генам рибосомной РНК Trypanosoma brucei. По словам Хасан, именно во время подачи документов в университеты на получение степени доктора философии она впервые осознала, что «принадлежность к меньшинству может привести к дискриминации». Она считает, что это побудило её «сознательно стараться оказывать поддержку другим женщинам-учёным, будь то студентки или коллеги».

## Карьера
В настоящее время она работает в NCBS (Национальном центре биологических наук), где исследует системные и клеточные последствия изменений внутриклеточного уровня кальция у животных. В 1983 году Хасан присоединилась к Институту фундаментальных исследований Тата (TIFR) в Мумбаи в качестве приглашённого научного сотрудника и научного сотрудника в отделе молекулярной биологии. В 1992 году она была приглашённым учёным на кафедре биологии в Университете Брандейса в Массачусетсе.

## Награды и признание
Хасан получила стипендию от Фонда Инлакса, Премию британских студентов-исследователей за рубежом, стипендию от Wellcome Trust и стипендию Рокфеллера для карьеры в области биотехнологий. В 2006 году она была избрана членом Индийской академии наук в Бангалоре, а в 2007 году — членом Азиатско-Тихоокеанской сети молекулярной биологии. Она также является членом Индийской национальной академии наук.

## Публикации
1. Deb, Bipan Kumar; Pathak, Trayambak; Hasan, Gaiti (26 мая 2016). Store-independent modulation of Ca2+ entry through Orai by Septin 7. Nature Communications. 7: 11751. Bibcode:2016NatCo...711751D. doi:10.1038/ncomms11751. PMC 4894974. PMID 27225060.
2. Pathak, T.; Agrawal, T.; Richhariya, S.; Sadaf, S.; Hasan, G. (2015). Store-Operated Calcium Entry through Orai is Required for Transcriptional Maturation of the Flight Circuit in Drosophila. Journal of Neuroscience. 35 (40): 13784–99. doi:10.1523/JNEUROSCI.1680-15.2015. PMC 6605383. PMID 26446229.
3. Agrawal, Tarjani; Hasan, Gaiti (2015). Maturation of a central brain flight circuit in Drosophilarequires Fz2/Ca2+signaling. eLife. 4. doi:10.7554/eLife.07046. PMC 4451221. PMID 25955970.
4. Sadaf, Sufia; Reddy, O. Venkateswara; Sane, Sanjay P.; Hasan, Gaiti (2015). Neural Control of Wing Coordination in Flies. Current Biology. 25 (1): 80–6. doi:10.1016/j.cub.2014.10.069. PMID 25496964.
5. Agrawal, Tarjani; Sadaf, Sufia; Hasan, Gaiti (2013). A Genetic RNAi Screen for IP3/Ca2+ Coupled GPCRs in Drosophila Identifies the PdfR as a Regulator of Insect Flight. PLOS Genetics. 9 (10): e1003849. doi:10.1371/journal.pgen.1003849. PMC 3789835. PMID 24098151.
6. Subramanian, M.; Metya, S. K.; Sadaf, S.; Kumar, S.; Schwudke, D.; Hasan, G. (2013). Altered lipid homeostasis in Drosophila InsP3 receptor mutants leads to obesity and hyperphagia. Disease Models & Mechanisms. 6 (3): 734–744. doi:10.1242/dmm.010017. PMC 3634656. PMID 23471909.
7. Hasan, Gaiti (2013). Intracellular signaling in neurons: Unraveling specificity, compensatory mechanisms and essential gene function. Current Opinion in Neurobiology. 23 (1): 62–7. doi:10.1016/j.conb.2012.07.004. PMID 22878162. S2CID 206951235.
8. Chakraborty, Sumita; Hasan, Gaiti (2012). Functional Complementation of Drosophila itpr Mutants by RatItpr1. Journal of Neurogenetics. 26 (3–4): 328–37. doi:10.3109/01677063.2012.697501. PMID 22817477. S2CID 29461952.
9. Agrawal, N.; Venkiteswaran, G.; Sadaf, S.; Padmanabhan, N.; Banerjee, S.; Hasan, G. (2010). Inositol 1,4,5-Trisphosphate Receptor and dSTIM Function in Drosophila Insulin-Producing Neurons Regulates Systemic Intracellular Calcium Homeostasis and Flight. Journal of Neuroscience. 30 (4): 1301–13. doi:10.1523/JNEUROSCI.3668-09.2010. PMC 6633787. PMID 20107057.
10. Venkiteswaran, G.; Hasan, G. (2009). Intracellular Ca2+ signaling and store-operated Ca2+ entry are required in Drosophila neurons for flight. Proceedings of the National Academy of Sciences. 106 (25): 10326–10331. Bibcode:2009PNAS..10610326V. doi:10.1073/pnas.0902982106. PMC 2700899. PMID 19515818.